# La Révolte des dieux rouges
La Révolte des dieux rouges (titre original : Rocky Mountain) est un film américain réalisé par William Keighley, sorti en 1950.

## Synopsis
Un groupe de soldats sudistes, commandé par Lafe Barstow, pénètre en territoire nordiste pour y organiser la résistance. En chemin, ils sauvent la vie à une jeune femme, Johanna, victime d'une attaque des Indiens. Celle-ci rejoignait son fiancé, le lieutenant Rickey, officier nordiste. Bientôt la troupe que commande Rickey tombe entre les mains de Lafe Barstow, mais le lieutenant parvient à s'échapper...

## Fiche technique
- Titre : La Révolte des dieux rouges
- Titre original : Rocky Mountain
- Réalisation : William Keighley
- Scénario : Winston Miller et Alan Le May
- Photographie : Ted McCord
- Cadreur : Ellsworth Fredericks (non crédité)
- Montage : Rudi Fehr
- Musique originale : Max Steiner
- Direction artistique : Stanley Fleischer
- Décors : L.S. Edwards
- Costumes : Marjorie Best
- Production : William Jacobs
- Société de production : Warner Bros. Pictures
- Pays de production :  États-Unis
- Langue : Anglais
- Format : Noir et blanc — 35 mm — 1,37:1 — Son : Mono (RCA Sound System)
- Genre : Film d'aventure, Film d'action, Western
- Durée : 83 minutes
- Dates de sortie : 
  - États-Unis : 11 novembre 1950
  - Mexique : 3 mai 1951
  - Allemagne de l'Ouest : 21 septembre 1951
  - Espagne : 15 octobre 1951

## Distribution
- Errol Flynn : Capt. Lafe Barstow
- Patrice Wymore : Johanna Carter
- Scott Forbes : Lt. Rickey
- Guinn 'Big Boy' Williams : Pap Dennison
- Dickie Jones : Jim (Buck) Wheat
- Slim Pickens : Plank
- Sheb Wooley : Kay Rawlins
- Chubby Johnson : Gil Craigie